# عمارة بن عقيل
عُمارة بن عَقيل بن بِلال بن جَرير بن عَطِيّة الكلبي اليربوعي التميمي.
شاعر فصيح مقدَّم، وُلدَ عام 182هـ، قدِمَ من اليمامة، كان يسكن بادية البصرة، ويزور الخلفاء من بني العباس فيُجزلون صلته.
بقي إلى أيام الواثق. وهو من أحفاد جرير الشاعر، وكان النحويون في البصرة يأخذون اللغة عنه، له أخبار، وَكَانَ المبرَّد يَقُول خُتمت الفصاحةُ فِي شعر الْمُحدثين بعمارة بن عقيل، توفي بالبصرة عام 239هـ وعمِيَ قبل موته.